# June Elvidge
June Elvidge (Saint Paul, Minnesota, 30 de juny de 1893 – 1 de maig de 1965) va ser una actriu estatunidenca de cinema mut i de vodevil activa entre 1914 i 1925.

## Biografia

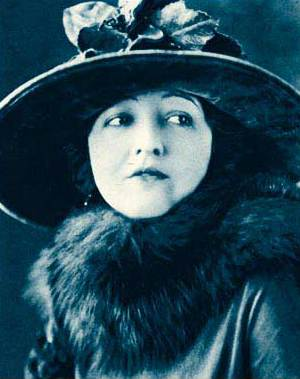
Retrat del 1924 aparegut a la publicació Stars of the Photoplay

June Elvidge era filla de pares d'origen anglo-irlandès. Va començar la seva carrera com a cantant i després va cercar feina al teatre essent contractada al Winter Garden Theatre de Nova York amb “The Passing Show of 1914” i després actuant en altres com “The Whirl of the World”. Després va ser contractada per la World Film Company on va interpretar el paper d'una "vamp" en moltes pel·lícules com “The Lure of Woman” (1915) “The oldest Law” (1918) o “The Poison Pen” (1919) però també fa fer papers de heroïnes virtuoses com a “The Price of Pride” (1917) o “A Woman of Redemption” (1918). Va actuar en una setantena de pel·lícules mudes i també va alternar amb temporades a Broadway on, per exemple, el 1920 actuava en l'obra “The Girl in the Spotlight”. Acabada la seva carrera cinematogràfica el 1924 es va centrar durant un temps en el teatre fent gires pels Estats Units i després, el 1925, a Austràlia amb la companyia de Pauline Frederick. Després es va retirar del món de l'espectacle. El 1925 es va casar amb el documentalista canadenc Frank Badgely del que es va divorciar anys després. Va casar-se 3 vegades més, amb Frank Badgley, amb Roy Zulick Ramsey i finalment amb Briton Niven Busch. Elvidge va morir el 1965 a la Mary Lee Nursing Home d'Eatontown, Nova Jersey.

## Filmografia
- The Lure of Woman (1915)
- The Flash of an Emerald (1915)
- A Butterfly on the Wheel (1915)
- The Rack (1915)
- Love's Crucible (1916)
- The Hand of Peril (1916)
- La vie de Bohème (1916)
- Fate's Boomerang (1916)
- Paying the Price (1916)
- The Almighty Dollar (1916)
- The World Against Him (1916)
- The Red Woman (1917)
- A Square Deal (1917)
- A Girl's Folly (1917)
- The Social Leper (1917)
- The Whip (1917)
- The Family Honor (1917)
- The Page Mystery (1917)
- The Crimson Dove (1917)
- The Price of Pride (1917)
- Youth (1917)
- The Guardian (1917)
- Rasputin, the Black Monk (1917)
- Shall We Forgive Her? (1917)
- The Tenth Case (1917)
- The Strong Way (1917)
- The Marriage Market (1917)
- The Volunteer (1917, cameo)
- The Beautiful Mrs. Reynolds (1918)
- Broken Ties (1918)
- The Way Out (1918)
- The Oldest Law (1918)
- Stolen Orders (1918)
- The Cabaret (1918)
- A Woman of Redemption (1918)
- Joan of the Woods (1918)
- The Power and the Glory (1918)
- Appearance of Evil (1918)
- The Zero Hour (1918)
- The Bluffer (1919)
- The Moral Deadline (1919)
- The Love Defender (1919)
- The Quickening Flame (1919)
- Three Green Eyes (1919)
- The Social Pirate (1919)
- Almost Married (1919)
- Love and the Woman (1919)
- Coax Me (1919)
- His Father's Wife (1919)
- The Woman of Lies (1919)
- The Poison Pen (1919)
- The Steel King (1919)
- The Law of the Yukon (1920)
- Fine Feathers (1921)
- Beauty's Worth (1922)
- Beyond the Rocks (1922)
- The Man Who Saw Tomorrow, (1922)
- The Impossible Mrs. Bellew (1922)
- Thelma (1922)
- Quincy Adams Sawyer (1922)
- Forsaking All Others (1922)
- The Power of a Lie (1922)
- The Woman Conquers (1922)
- The Prisoner (1923)
- Temptation (1923)
- The Eleventh Hour (1923)
- Painted People (1924)
- Pagan Passions (1924)
- The Right of the Strongest (1924)
- The Torrent (1924)
- Chalk Marks (1924)